# Helocasis burksi
Helocasis burksi is een vliesvleugelig insect uit de familie Pteromalidae. De wetenschappelijke naam is voor het eerst geldig gepubliceerd in 1973 door Wallace.